# Kanton Aix-les-Bains-Centre
Kanton Aix-les-Bains-Centre is een voormalig kanton van het Franse departement Savoie en de toenmalige regio Rhône-Alpes. Het kanton maakte deel uit van het arrondissement Chambéry tot het op 22 maart 2015 werd opgeheven, net als de andere kantons die een deel van de gemeente Aix-les-Bains omvatte: Aix-les-Bains-Nord-Grésy en Aix-les-Bains-Sud. Aix-les-Bains werd opnieuw verdeeld over twee nieuw opgerichte kantons: Kanton Aix-les-Bains-1 en Kanton Aix-les-Bains-2.

## Gemeenten
Het kanton Aix-les-Bains-Centre omvatte uitsluitend een deel van Aix-les-Bains.